# Liste des îles des États-Unis
Voici une liste des îles des États-Unis.

## Îles de pleine mer

### Côtepacifiquemétropolitaine

#### Alaska
- Îles Aléoutiennes :
  - Îles Andreanof :
    - Adak
    - Amlia
    - Atka
    - Île Gareloi
    - Kanaga
    - Seguam

  - Île Arey
  - Île Barter
  - Île Bogoslof
  - Îles Fox :
    - Akutan
    - Umnak
    - Unalaska

  - Île Kiska
  - Near Islands :
    - Attu

  - Îles des Quatre-Montagnes :
    - Île Yunaska
    - Île Chuginadak
- Archipel Alexandre :
  - Île de l'Amirauté
  - Île Baranof ou île Sitka,
  - Île Chichagof
  - Île Dall
  - Île Douglas
  - Île Etolin
  - Îles Gravina :
    - Île Annette
    - Île Duke
    - Île Gravina

  - Île Kosciusko
  - Île Kupreanof
  - Île Wrangell
  - Île du Prince-de-Galles
  - Île Revillagigedo
- Îles Diomède
- Fairway Rock
- Île Hagemeister
- Île King
- Archipel Kodiak :
  - Afognak
  - Île Kodiak
  - Shuyak
  - Sitkinak
  - Tugidak
- Île Middleton
- Île Montague
- Île Nunivak
- Îles Pribilof :
  - Île Otter
  - Île Saint-George
  - Île Saint-Paul
  - Île Walrus
- Île Saint-Laurent
- Île Saint-Matthieu
- Îles Shumagin :
  - Île Andronica
  - Île Bird
  - Île Koniuji
  - Île Korovin
  - Île Nagai
  - Île Popof
  - Île Simeonof
  - Île Unga
- Île Stuart
- Île Tchirikov
- Îles de la Trinité
- Unimak

#### Californie
- Îles du Détroit :
  - Île Anacapa
  - Île San Clemente
  - Île San Nicolas
  - Île Santa Barbara
  - Île Santa Catalina
  - Île San Miguel
  - Île Santa Cruz
  - Île Santa Rosa
  - Shag Rock
  - Île Sutil
- Treasure Island (île artificielle)

#### Hawaï
- Archipel d'Hawaï :
  - Hawaï
  - Ford
  - Kahoolawe
  - Kauai
  - Lanai
  - Maui
  - Molokai
  - Niihau
  - Oahu

#### État de Washington
- Îles San Juan
- Île Bainbridge
- Île Bald
- Île Barlow
- Île Beard
- Île Ben Ure
- Île Blake
- Île Brant
- Île Camano
- Île Chuckanut
- Île Cors
- Île Craft
- Île Cutts
- Île Days
- Île Deception
- Île Dot
- Île Eagle
- Île Ebey
- Île Erickson
- Île Ferry Baker
- Île Fidalgo
- Île Fir
- Île Fox
- Île Gedney
- Île Goat
- Île Harstine
- Île Herron
- Île Hope
- Île Huckleberry
- Île Ika
- Île Jack
- Île Jetty
- Île Ketron
- Île Kiket
- Île Little Deadman
- Île Lummi
- Île Maury
- Île McMicken
- Île McNeil
- Île Milltown
- North Peapod
- Île Northwest
- Île Pass
- Rochers Peapod
- Île Raft
- Île Reach
- Île Saddlebag
- Rocher Shag
- Île Short
- Île Silcox
- Île Skagit
- South Peapod
- Île Spencer
- Île Squaxin
- Île Steamboat
- Île Stretch
- Île Tanglewood
- Île Treasure
- Île Vashon
- Rochers Viti
- Île Whidbey
- Rochers Williamson
- Île Young

### Océan Pacifique

#### Micronésie
- Guam
- Mariannes du Nord :
  - Agrigan
  - Aguijan
  - Alamagan
  - Anatahan
  - Asuncion Island
  - Banc de Zealandia
  - Farallon de Medinilla
  - Farallon de Pajaros
  - Guguan
  - Îles Maug
  - Naftan Rock
  - Île Pagan
  - Rota
  - Saipan
  - Sarigan
  - Tinian
- Samoa américaines :
  - Îles Manua :
    - Ofu
    - Olosega
    - Tau

  - Rose
  - Swains
  - Tutuila

#### Autres dépendances
- Atoll Johnston
- Atoll Palmyra
- Île Baker
- Île Jarvis
- Île Howland
- Îles Midway :
  - Eastern Island
  - Sand Island
  - San Islet
  - Spit Island
- Île de la Navasse (réclamée par Haïti).
- Wake (réclamée par les Îles Marshall).
- Récif Kingman

### Côteatlantiquemétropolitaine

#### Sea Islands
- En Caroline du Sud
  - Bull Island
  - Cape Island
  - Daufuskie Island
  - Edisto Island
  - Fripp Island
  - Île de Hilton-Head
  - Johns Island
  - Morris Island
  - Murphy Island
  - Isle of Palms
  - Parris Island
  - Port Royal Island
  - Saint-Helena Island
  - Tybee Island

- En Floride
  - Amelia Island

- En Georgie
  - Île de Cumberland
  - Île de Jekyll
  - Île de Sapelo
  - Saint-Catherine Island
  - Saint-Simons Island
  - Ossabaw Island
  - Sea Island
  - Wassaw Island

#### Golfe du Mexique / Floride
- Cayes Marquesas
- Îles Chandeleur
- Île Chat
- Île Dauphin
- Dix-Mille-Îles
- Île Dog
- Île Horn
- Archipel des Keys :
  - Adams Key
  - Bahia Honda
  - Big Coppitt Key
  - Big Pine Key
  - Key Biscayne
  - Boca Chica Key
  - Boca Chita Key
  - Conch Key
  - Craig Key
  - Cudjoe Key
  - Deer Key
  - Dry Tortugas
  - Duck Key
  - Elliott Key
  - Fiesta Key
  - Grassy Key
  - Key Haven
  - Islamorada's Keys :
    - Lower Matecumbe Key
    - Plantation Key
    - Upper Matecumbe Key
    - Windley Key

  - Knockemdown Key
  - Key Largo
  - Little Duck Key
  - Long Key
  - Marathon's Keys :
    - Boot Key
    - Knight's Key
    - Key Vaca

  - Marquesas Keys
  - No Name Key
  - Old Rhodes Key
  - Pigeon Key
  - Ragged Keys
  - Ramrod Key
  - Reid Key
  - Rubicon Keys
  - Saddlebunch Keys
  - Sands Key
  - Soldier Key
  - Sugarloaf Key
  - Summerland Key
  - Torch Key
  - Totten Key
  - Key West
  - West Summerland Key
- Île Marco
- Île Marsh
- Île Matagorda
- Île Padre
- Île Petit Bois
- Île Saint Georges
- Île Sanibel
- Ship Island

#### Îles de la côte
- Île Bloch
- Elizabeth Islands
- Île Hatteras
- Martha's Vineyard
- Nantucket
- Île d'Ocracoke
- Île Roanoke

#### Golfe du Maine
- Île Machias Seal (souveraineté contestée par le Canada)
- Île des Monts Déserts

#### Mer des Caraïbes
- Île de Culebra
- Île Desecheo
- Île Mona
- Île de la Navasse
- Porto Rico
- Îles Vierges américaines :
  - Sainte-Croix
  - Saint-John
  - Saint-Thomas
- Île de Vieques

#### New Jersey
- Ellis Island (partagée avec l'État de New York)

#### New York
- Ellis Island (partagée avec le New Jersey)
- Fire Island
- Île Hunter
- Liberty Island
- Manhattan
- Randall's Island

#### Rhode Island
- Île Aquidneck
- Block Island

## Îles intérieures

### Îles fluviales

#### Sur leFleuve Sainte-Croix
- Île Sainte-Croix

#### Sur l'East River
- Randall's Island
- Roosevelt Island
- Ward's Island

#### Sur leSusquehanna
- Three Mile Island, une île située sur la rivière Susquehanna. Cette île abrite la centrale nucléaire de Three Mile Island
- Blood Island
- French Island
- Rocky Island

#### Dans labaie Vermilion
- Île Avery

### Îles lacustres

#### Dans leLac Champlain
- Grand Isle
- Crab Island
- Île Valcour
- Isle La Motte

#### Dans leGrand Lac Salé
- Île Antelope
- Île Carrington
- Île Dolphin
- Île Frémont
- Île Gunnison
- Île Stansbury

#### Dans leLac Huron
- Île Bois Blanc
- Île Mackinac

#### Dans leLac Michigan
- Île Beaver (lac Michigan)
- Île Manitou du Nord
- Île Manitou du Sud

#### Dans leLac Supérieur
- Île des Apôtres
- Île Royale
- Île Washington

## Autres îles
- Île Curtis (Maine)